# Час щастя
«Час щастя» — російська мелодрама 2008 року.

## Зміст
Успішний гінеколог Олександр Миколайович живе спокійно і в достатку. У нього є улюблена робота і улюблене хобі. Та його життя змінюється після огляду вагітної дівчини, яка хоче зробити аборт. Йому стає шкода її, адже вона у випадку аборту більше не зможе мати дітей. Він умовляє її залишити малюка, допомагає їй. Навколо респектабельного самотнього лікаря починають повзти чутки про їхній зв'язок. Олександр Миколайович навіть не підозрює, що дівчина вагітна від його сина-нехлюя.